# Interstate 96
L'Interstate 96 (I-96) è un'autostrada statunitense della Interstate Highway che si estende per 309,046 chilometri e collega Norton Shores con Detroit passando per Lansing.